# SK Horní Měcholupy
SK Horní Měcholupy je český fotbalový klub založený v roce 1932.
Muži "A" SK Horních Měcholup hráli nejvýše ČFL (3. nejvyšší soutěž v republice) v sezónách 2012-13 (pod Jindřichem Trpišovským) a 2013-14. Do divize se podívali poprvé v sezoně 2005/2006, kdy ovšem sestoupili zpátky po Pražského přeboru. Následující rok opět postoupili a od sezony 2007/2008 se bez problémů drželi vesměs ve středu tabulky Divize (postupně prošli skupiny A, B a Divize C). Podzději tým působil v Pražském přeboru a v roce 2017 byla obě mužstva dospělých zrušena. Tým dříve vedl trenér Pavel Trávník, který se zapsal do povědomí fanoušků jako šéftrenér Ženské Fotbalové Reprezentace ČR, nebo jako asistent Ivana Haška v japonském Kóbe. Po jeho přesunu do Brna na pozici asistenta trenéra ligového týmu převzal mužstvo Roman Dubovči, jeho dosavadní asistent. Kapitánem A mužstva je Jakub Slezáček. Kromě mužů A a B (kteří hrají pražskou I.A třídu) má SKHM ještě 9 mládežnických družstev. Nejvýše jsou z těchto mužstev postaveny Dorosty A, kteří hrají Českou Divizi B (třetí nejvyšší soutěž mezi dorosty). Ostatní týmy mládeže hrají Pražský přebor, případně nižší pražské soutěže.

## Soupiska týmu
| #  | Pozice | Hráč            |
| -- | ------ | --------------- |
| 1  | B      | Michal Janocsko |
|    | B      | Emil Springer   |
| 2  | O      | Jakub Slezáček  |
| 3  | O      | Ondřej Kolísek  |
| 4  | O      | Martin Dvořák   |
| 7  | Z      | Tomáš Buldra    |
| 8  | Z      | Jakub Klír      |
| 9  | Ú      | Tomáš Birma     |
| 10 | O      | Ondřej Vrabec   |
| 11 | Z      | Josef Marc      |
| 12 | O      | Martin Votřel   |
| 14 | Z      | Zdeněk Malík    |

| #  | Pozice | Hráč           |
| -- | ------ | -------------- |
| 15 | Ú      | Dominik Jánoš  |
| 16 | Z      | Tomáš Marc     |
| 28 | B      | Jiří Zajíček   |
|    | Z      | Miroslav Boček |
|    | Ú      | Alex Jakubov   |
|    | Z      | Jan Markuzi    |
|    | Z      | Martin Pánek   |
|    | O      | Lukáš Adam     |
|    | Z      | Jan Marušák    |
|    | Z      | Zdeněk Hrubý   |

## Rezervní tým
Hraje 1.A třídu… Na jeho zápasy chodí pravidelně vypomáhat hráči A-mužstva, kteří za něj v příslušném týdnu nehrají.
| # | Pozice | Hráč                 |
| - | ------ | -------------------- |
|   | B      | Jakub Gregora        |
|   | O      | Michal Prokop        |
|   | O      | Radek Sazma          |
|   | O      | Srdan Hadžiosmanović |
|   | O      | Jaroslav Linhart     |
|   | O      | Milan Sivák          |
|   | Z      | Patrik Špicar        |

| # | Pozice | Hráč           |
| - | ------ | -------------- |
|   | Z      | Ondřej Malíček |
|   | Z      | Radek Veselý   |
|   | Ú      | Jakub Všetečka |
|   | Z      | Matěj Soucha   |
|   | Z      | Michal Soucha  |
|   | Z      | Jakub Čížek    |
|   | Ú      | Patrik Mitáš   |

## Hřiště SKHM
SKHM využívá čtyři fotbalová hřiště, dvě (tráva a umělá tráva) na hlavním stadioně v ulici U Golfu. U travnatého hřiště je od r. 2007 postavena tribuna pro sedící diváky. Dále zejména mládežnické týmy využívají k zápasům a tréninku umělou trávu v areálu eRZet Turínská (známější pod dřívějším názvem Galileova) a travnaté hřiště u ZŠ Nad Přehradou.

## Odchovanci a známí hráči v dresu SKHM
V Měcholupech s fotbalem začínal trenér Martin Pulpit, bývalý útočník Slavie Tomáš Pešír a také bývalý hráč pražské Sparty působící v Boleslavi Adam Jánoš.
Ke konci své kariéry tu hrávali
- Robert Neumann – Mistr ČR (s Libercem) a nynější redaktor deníku Sport
- Petr Vrabec – bývalý hráč Sparty, který nakoukl i do Reprezentace ČR. Nyní působí na pozici asistenta Michala Petrouše u týmu Slavie, pravidelně se účastní Silvestrovského derby internacionálů. Štafetu na pravém kraji Měcholupské zálohy převzal jeho syn Ondřej.
- Boris Kočí – bývalý hráč Sparty, trenér Viktorie Žižkov a sparťanské rezervy. Pravidelný účastník Silvestrovského derby internacionálů
- Filip Toncar – bývalý golmán FC Blšany, nyní držitel trenérské A-licence a trenér brankářů týmu FK Kladno

V aktuální sestavě pravidelně nastupují
- odchovanec FC Blšany Tomáš Buldra, který za tento klub odehrál pár zápasů v 1. Gambrinus lize, a to pod nynějším reprezentačním trenérem Michalem Bílkem.
- odchovanec AC Sparta Praha Jakub Slezáček, který si připsal 2 starty za reprezentaci ČR U16 (pod vedením Jakuba Dovalila), byl vyhlášen Nejlepším žákem AC Sparta Praha a zahrál si také Extraligu staršího dorostu (působil jako kapitán Sparty).